# Жижин, Константин Юрьевич
 Константи́н Ю́рьевич Жи́жин  (род. 1973, Бежецк, СССР) — российский ученый-химик, специалист в области химии кластеров бора и материалов на их основе. Доктор химических наук, профессор, член-корреспондент РАН (2016). Лауреат Государственной премии РФ в области науки и техники (2003).

## Биография
Родился в 1973 году в городе Бежецке Калининской области. Там же окончил среднюю школу № 1 им. В. Я. Шишкова. В 1990—1996 годах обучался в МИТХТ им. М. В. Ломоносова на кафедре химии и технологии тонкого органического синтеза.
Работает в Институте общей и неорганической химии имени Н. С. Курнакова (ИОНХ) РАН с 1994 года, с 2009 по 2015 год — заведующий сектором химии гидридов, с февраля 2015 года — заместитель директора по научной работе.

## Научные достижения
К. Ю. Жижин с коллегами
- разработал новые подходы к химическому конструированию бионеорганических систем на основе кластерных соединений бора. Осуществил дизайн новых веществ и функциональных материалов для направленного транспорта бора в опухолевые ткани;
- впервые разработал и реализовал систему методологических подходов к функционализации кластерных анионов бора [BnHn]2- и их замещенных производных, ставшую основой создания материалов для бинарной лучевой терапии, а также новых неорганических функциональных материалов;
- открыл и подробно изучил новый класс комплексных соединений на основе производных кластерных анионов бора — прекурсоров для получения борсодержащих функциональных материалов. Данные исследования показали, что клозо-боратные анионы способны выступать в роли лигандов, непосредственно участвуя в формировании внутренней координационной сферы металла и образуя соединения с различным типом связывания металл — кластер бора.

## Педагогическая и организационная деятельность
К. Ю. Жижин — профессор кафедры неорганической химии МИТХТ им. М. В. Ломоносова. Под руководством Жижина защищено 6 кандидатских и 10 магистерских диссертаций. Многие из его учеников в настоящее время работают в ИОНХ РАН и МИТХТ.
Является членом экспертного совета по неорганической химии ВАК МОН РФ, ученым секретарем научного совета РАН по неорганической химии, членом учёных советов ИОНХ и МИТХТ, членом диссертационных советов при этих институтах. Входит в состав редколлегий «Журнала неорганической химии» и журнала «Тонкие химические технологии».

## Некоторые публикации
- A.L. Mindich, N.A. Bokach, M.L. Kuznetsov, G.L. Starova, A.P. Zhdanov, K.Yu. Zhizhin, S.A. Miltsov, N.T. Kuznetsov, V.Yu. Kukushkin. Borylated Tetrazoles from Cycloaddition of Azide Anions to Nitrilium Derivatives of closo-Decaborate Clusters (англ.) // Organometallics. — 2013. — Т. 32, № 21. — С. 6576–6586.
- К.Ю. Жижин, В.Н. Мустяца, Е.А. Малинина, Е.Ю. Матвеев, Л.В. Гоева, И.Н. Нуклеофильное раскрытие циклических заместителей в производных клозо-декаборатного аниона // Журнал неорганической химии. — 2005. — Т. 50, № 2. — С. 243–249.
- Л.И. Очертянова, В.Н. Мустяца, К.Ю. Жижин, О.Н. Белоусова, Н.Т. Кузнецов. Синтез и состав соединений с анионом [B10H11](-) // Неорганические материалы. — 2004. — Т. 40, № 2. — С. 188–190.
- К.Ю. Жижин, В.Н. Мустяца, Е.А. Малинина, Н.А. Вотинова, Е.Ю. Матвеев, Л.В. Гоева, И.Н. Полякова. Взаимодействие клозо-декаборатного аниона [B10H10]2- с простыми циклическими эфирами // Журнал неорганической химии. — 2004. — Т. 49, № 2. — С. 221–230.

Всего более 70 публикаций, см. список.

## Награды и премии
- Медаль ордена «За заслуги перед Отечеством» II степени (5 февраля 2024 года) — за большой вклад в развитие отечественной науки, многолетнюю плодотворную деятельность и в связи с 300-летием со дня основания Российской академии наук[2].
- Государственная премия РФ за цикл работ «Химия и строение электронодефицитных кластерных комплексов металлов» (в составе коллектива авторов, 2003)
- Премия имени Л. А. Чугаева РАН за цикл работ «Координационные соединения кластерных анионов бора» (2006)
- Главные премии МАИК/Наука (2003, 2013)

```
* В 
2016 году
 К. Ю. Жижину присвоено почетное ученое звание «Профессор РАН». В том же году избран 
членом-корреспондентом РАН
 по 
Отделению химии и наук о материалах РАН
 (специальность «
неорганическая химия
»).
```